# تساندت
تساندت (به آلمانی: Zandt) یک شهر در آلمان است که در Cham واقع شده‌است.